# Myrmecocichla monticola
El zorzal hormiguero montano o collalba montana (Myrmecocichla monticola) es una especie de ave paseriforme de la familia Muscicapidae propia del África austral.

## Descripción

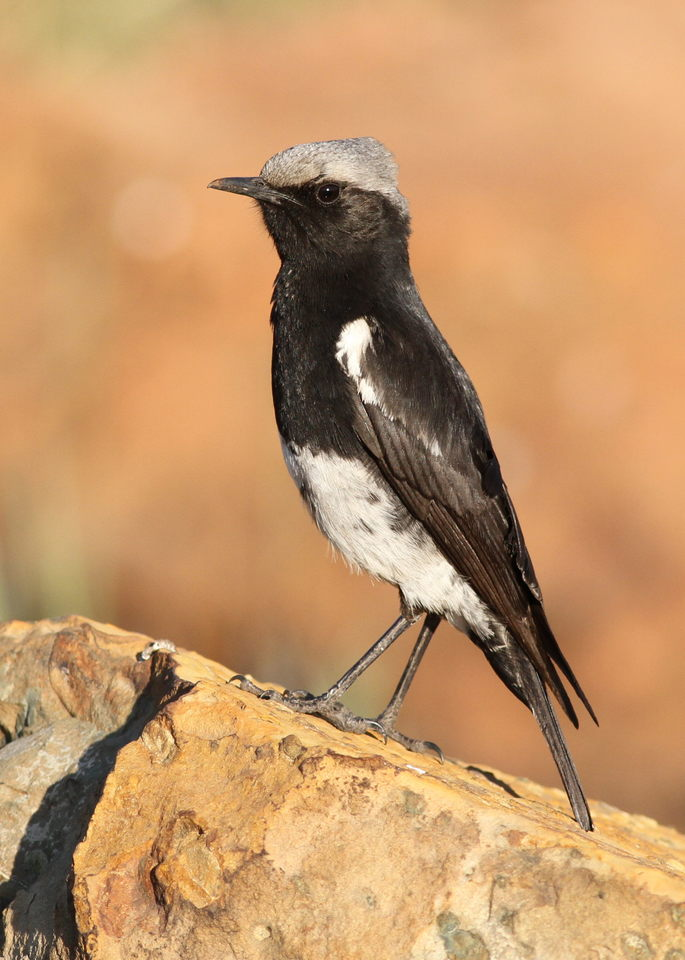
Macho de M. m. monticola.

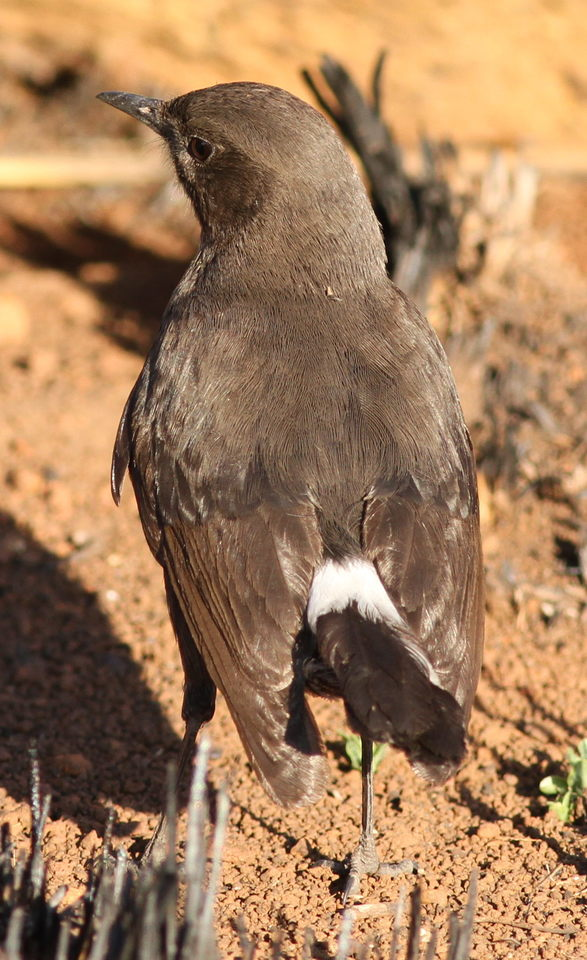
Hembra.

El zorzal hormigero montano mide entre 18–20 cm de largo. Es una especie polimorfa de coloración muy variada, aunque siempre presenta un patrón característico en la cola, con el obispillo y las plumas exteriores blancos, además de una mancha blanca en a la altura de los hombros de tamaño variable. Su pico puntiagudo y sus patas son negros. Además presenta dimorfismo sexual en la coloración de su plumaje. Los machos presentan una gran variabilidad de color. La coloración general del plumaje de los machos varía del gris claro al negro, y pueden presentar la frente y el píleo blancos o grises blanquecinos, aunque también pueden carecer de esta mancha clara en la parte superior de la cabeza. También pueden presentar el vientre blanco o no. Las hembras son de color pardo, salvo el obispillo y las plumas exteriores de la cola que son blancos.

## Distribución y hábitat
Es un pájaro no migratorio que habita en las montañas y zonas rocosas del sur y oeste de Namibia, el oeste de Angola, Sudáfrica, Suazilandia y Lesoto.

## Taxonomía

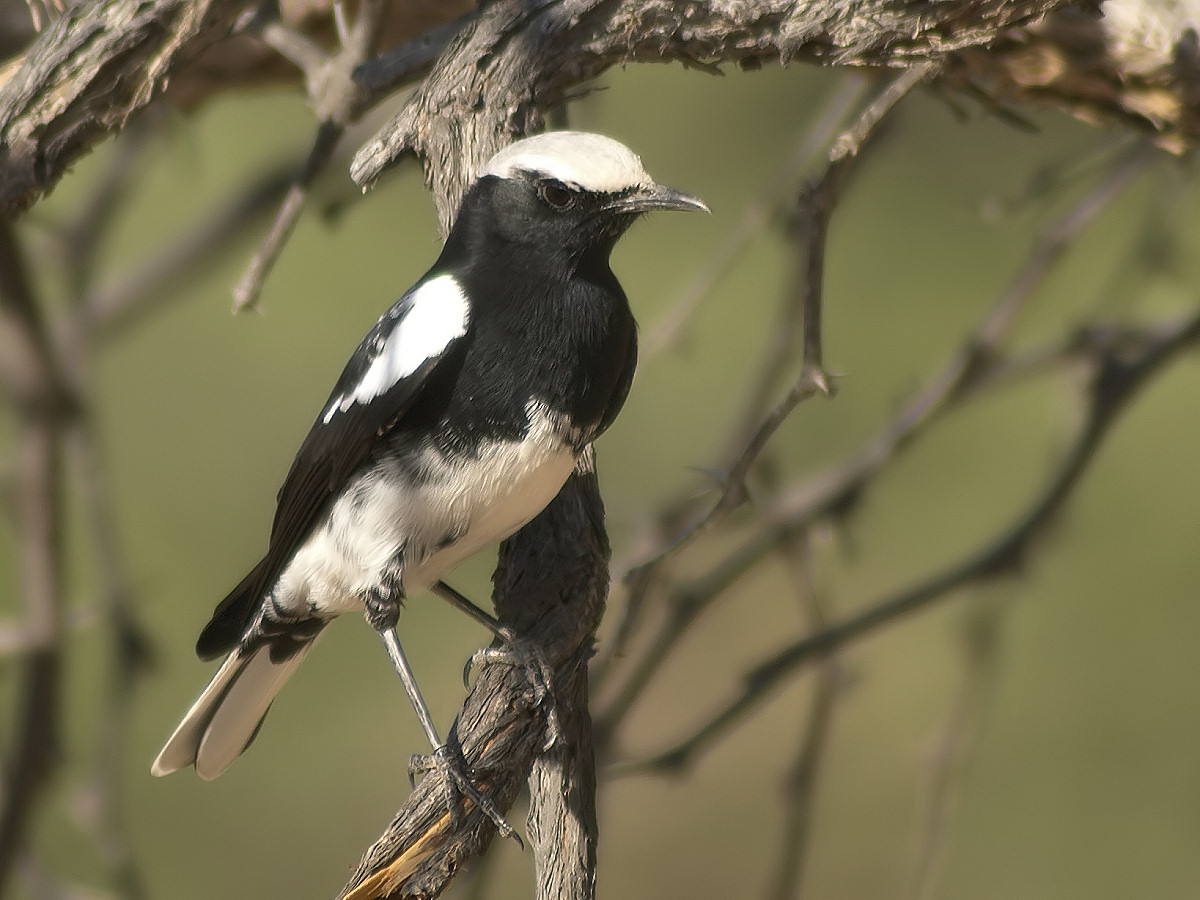
Macho de O. m. atmorii.

Fue descrito científicamente en 1818 por el ornitólogo francés Louis Jean Pierre Vieillot. Junto con los demás saxicolínidos, esta especie se clasificó en la familia Turdidae, pero a causa de estudios filogenéticos publicados en 2004 y 2010, todos fueron trasladados a la familia Muscicapidae. El zorzal hormiguero montano se clasifiba en el género de las collalbas, Oenanthe hasta que unos estudios filogenéticos publicados en 2010 y 2012 se descubrió que no estaba cercanamente emparentado con las collalbas sino con los miembros de Myrmecocichla. Y por ello se trasladó la especie a Myrmecocichla.
Se reconocen cuatro subespecies:
- M. m. albipileata (Barboza du Bocage, 1867) - se localiza en el suroeste de Angola;
- M. m. nigricauda (Traylor, 1961) - presente en el oeste de Angola;
- M. m. atmorii (Tristram, 1869) - localizada en el oeste de Namibia;
- M. m. monticola (Vieillot, 1818) se encuentra en el sur de Namibia, Sudáfrica, Suazilandia y Lesoto.

## Comportamiento
El zorzal hormiguero montano se alimenta de insectos y frutos. Es un ave monógama que anida en el suelo, entre las rocas. Su puesta suele ser de entre dos y cuatro huevos blancos.